# Ultratenuipalpus hainanensis
Ultratenuipalpus hainanensis är en spindeldjursart som först beskrevs av Wang 1980.  Ultratenuipalpus hainanensis ingår i släktet Ultratenuipalpus och familjen Tenuipalpidae. Inga underarter finns listade i Catalogue of Life.